# Maurice Halbwachs
Maurice Halbwachs (Reims, 1877. március 11. – Buchenwaldi koncentrációs tábor, 1945. március 16.) francia filozófus, szociológus és szociálpszichológus, a kollektív emlékezet megfogalmazója és jeles kutatója.

## Életpályája
Katolikus elzászi családból származott. Édesapja németet tanított a reimsi német gimnáziumban. Maurice Halbwachs tanulmányait szülővárosában és Párizsban végezte, egyetemi diplomát az École normale supérieure-ön szerzett filozófia szakon. Émile Durkheim filozófus gyakorolt mély benyomást tanulmányaira. Halbwachs tehetsége már A munkásosztály és az életszínvonal c. szakdolgozatában megmutatkozott.
A diploma megszerzése (1901) után különböző középiskolákban tanított (Reims, Tours, Nancy), közben 1904-től Göttingenbe utazott, ahol Leibniz kutatásokat folytatott. 1905-ben visszatért Franciaországba, ekkor találkozott Émile Durkheim szociológussal, s kezdett érdeklődni a szociológia iránt. L'Année Sociologique (Szociológiai évkönyv) c. kiadvány szerkesztőségében François Simiand és Halbwachs a közgazdasági és a statisztikai rovatot szerkesztették. 1909-ben Berlinbe utazott, a l'Humanité tudósítója volt és tanulmányozta a Marx közgazdaságtanát. 1930-ban Chicagóban (Illinois) két hónapot töltött mint vendégtanár.
Később francia egyetemeken tanított filozófiát (Caen, 1918-19) és szociológiát (Strasbourg, 1919-35). 1935-ben nevezték ki a Sorbonne tanárának, 1938-ban a francia Szociológiai Intézet elnökének választották. 1943-ban a Pszichológiai Társaság alelnökévé is megválasztották.
1944. május 15-én a College de France professzora lett, azonban 1944. július 23-án letartóztatta a Gestapo. Jorge Semprúnnel együtt raboskodott Buchenwaldban, Halbwachs nem élte túl a haláltábor megpróbáltatásait, a fasizmus áldozata lett.

## Főbb művei
- Leibniz, Mellotté, 1907
- La classe ouvrière et les niveaux de vie franciául (doktori disszertáció), Alcan, Paris, 1913 (A munkásosztály és az életszínvonal)
- Les cadres sociaux de la mémoire franciául, Alcan, 1925 (magyarul megjelent: Az emlékezet társadalmi keretei (ford. Sujtó László), Atlantisz Könyvkiadó, Budapest, 2018 (Mesteriskola), ISBN 9789639777545)
- Les causes du suicide franciául, 1930 (Az öngyilkosság okai)
- La topographie légendaire des Évangiles en Terre Sainte; étude de mémoire collective, 1941 (Az evangéliumok legendás helyszínei a szentföldön; tanulmány a kollektív emlékezetről)
- La mémoire collective franciául, 1950 (A kollektív emlékezet)

### Magyarul
- A munkásosztály fogyasztói tendenciái. In: Francia szociológia. Válogatás (1971)[15]
- Az emlékezet társadalmi keretei (1971)[16]
- A kollektív emlékezet. III. fejezet. A kollektív emlékezet és az idő. In: Olvasókönyv a szociológia történetéhez. 1. kötet. Szociológiai irányzatok a XX. század elejéig (2000)[17]
- Az emlékezet társadalmi keretei; ford. Sujtó László; Atlantisz, Bp., 2018 (Mesteriskola)
- Az emlékezés társadalmi keretei; ford. Simon Vanda, Marádi Krisztina; L'Harmattan–DE Néprajzi Tanszék, Bp.–Debrecen, 2021 (Specimina ethnographica)

## Képek

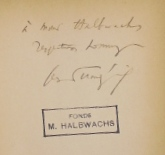
Georges Dumézil-kézirat Halbwachs hagyatékából
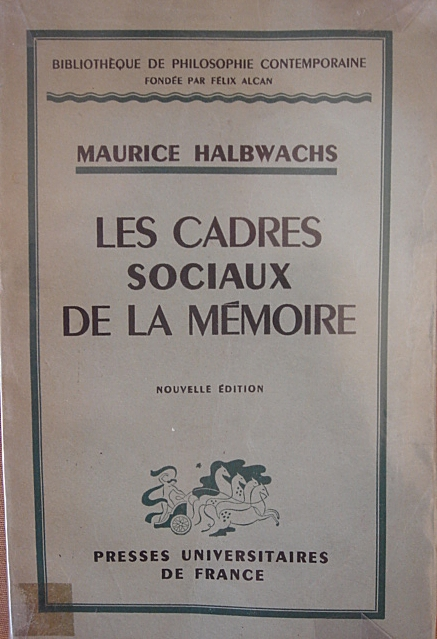
Halbwachs 1925-ben publikált kötete
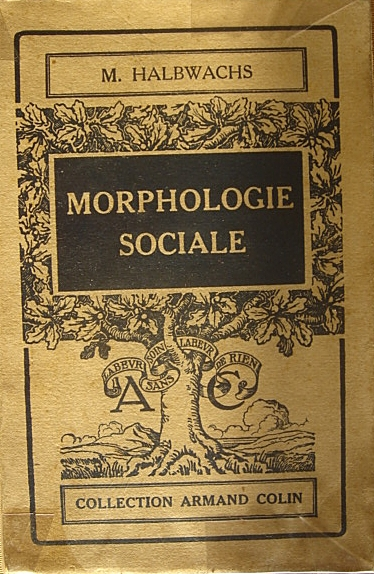
Halbwachs 1930-ban publikált kötete
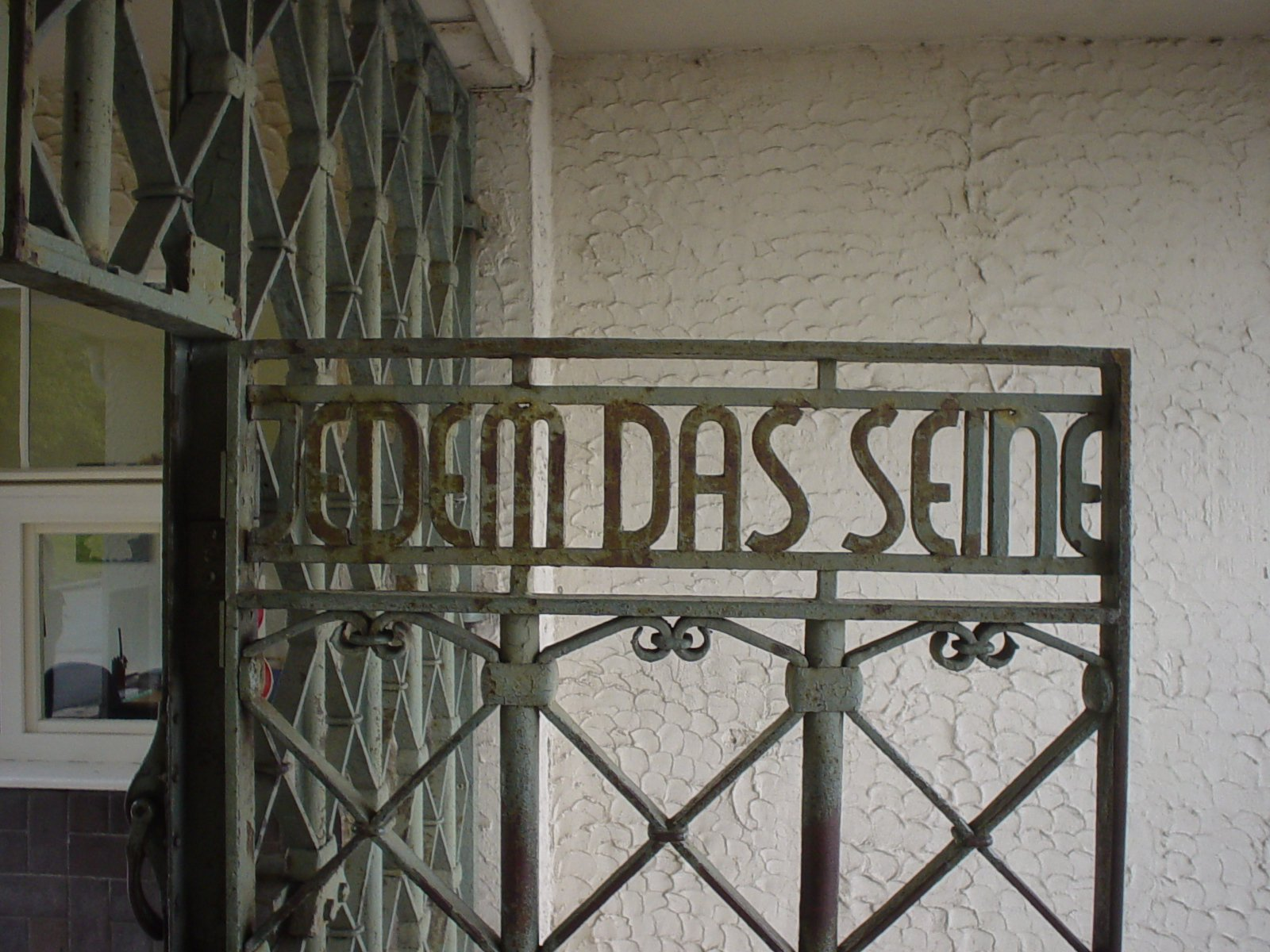
A KZ[18] Buchenwald-i haláltábor bejárata „Mindenkinek a magáét” felirattal

## Külső hivatkozások
- Élete, munkássága franciául